# 埃米尔·查卡罗夫
埃米尔·查卡罗夫（羅馬化：Emil Tchakarov，1948年—1991年），是保加利亚指挥家。

## 生平
1948年生于保加利亚布尔加斯。
查卡罗夫十一岁时就已执棒指挥。15岁开始在索非亚音乐学院学习指挥，八年之后在柏林成为赫伯特·冯·卡拉扬指挥大奖最年轻获奖得主。众多音乐大师经常邀请他到萨尔茨堡或柏林等地担任助理指挥，协助歌剧制作。
查卡罗夫指挥过柏林爱乐乐团，波士顿交响乐团，以色利爱乐，法国国家乐团，伦敦交响乐团和捷克爱乐乐团。他多年来和列宁格勒爱乐乐团(现称圣彼得堡爱乐乐团)紧密合作，他们录制过大量唱片，在圣彼得堡开办音乐会还有多次巡回演出，到过德国，奥地利和意大利等地。1989年9月1日，他成为该乐团的常任客席指挥。
查卡罗夫演绎歌剧著名。他到过皇家柯文特花园，大都会歌剧院等场所演出。
1986年查卡罗夫在索非亚创办新年音乐会，并邀请名家前来助庆。承办乐团则是索非亚节庆乐团，该乐团由他一手创立，他们合作录制有大量录音录像。
查卡罗夫和索尼公司合作录制了俄罗斯歌剧全集系列。
1991年8月4日在巴黎逝世。